# Devoe Joseph
David Devoe Joseph (ur. 21 czerwca 1989 w Toronto) – kanadyjski koszykarz występujący na pozycji rzucającego obrońcy, reprezentant kraju, obecnie zawodnik Zastalu Enea BC Zielona Góra.
W 2007 wystąpił w turnieju Nike Global Challenge, a rok później meczu wschodzących gwiazd – Nike Hoop Summit. Wybierano go trzykrotnie najlepszym zawodników szkół średnich w Kanadzie oraz Toronto Star High School All-Star. W 2008 wystąpił w meczu gwiazd kanadyjskich szkół średnich – All-Canada Classic.
W 2012 i 2013 reprezentował Toronto Raptors, podczas letniej ligi NBA.
2 września 2019 został zawodnikiem Śląska Wrocław.
16 sierpnia 2020 dołączył do rumuńskiego CSO Voluntari. 11 sierpnia 2021 zawarł umowę z Zastalem Enea BC Zielona Góra.
Prywatnie jest starszym bratem Cory’ego Josepha, zawodnika NBA.

## Osiągnięcia
Stan na 2 września 2021, na podstawie, o ile nie zaznaczono inaczej.
NCAA
- Uczestnik rozgrywek:
  - meczu gwiazd NCAA –	Reese's College All-Star Game (2012)
  - turnieju:
    - Portsmouth Invitational Tournament (2012)
    - NCAA (2009, 2010)
- Zaliczony do:
  - I składu:
    - Pac-12 (2012)
    - turnieju Big Ten (2010)

Drużynowe
- Zdobywca: 
  - Pucharu Czarnogóry (2016)
  - Superpucharu Polski (2021)[9]
- Uczestnik rozgrywek EuroChallenge (2012/2013)

Indywidualne
- MVP tygodnia ACB (6 - 2013/2014)

Reprezentacja
- Uczestnik:
  - mistrzostw:
    - Ameryki (2013 – 6. miejsce)
    - świata U–19 (2007 – 10. miejsce)

  - turnieju Kontynentalnego Pucharu Marchanda (2013 – 5. miejsce)